# Gargina
Gargina is een geslacht van vlinders van de familie Lycaenidae, uit de onderfamilie Theclinae.

## Soorten
- G. caninius (Druce, 1907)
- G. emessa (Hewitson, 1867)
- G. gargophia (Hewitson, 1877)
- G. gnosia (Hewitson, 1868)
- G. humber (Schaus, 1902)
- G. thoria (Hewitson, 1869)
- G. thyesta (Hewitson, 1869)